# Freudenstadt (huyện)
Freudenstadt là một huyện (Landkreis) ở giữa Baden-Württemberg, Đức. Các huyện giáp ranh là (từ phía bắc theo chiều kim đồng hồ) Rastatt, Calw, Tübingen, Zollernalbkreis, Rottweil and the Ortenaukreis.

## Lịch sử
Huyện được lập năm 1938 từ đơn vị hành chính Oberamt Freudenstadt có từ năm 1806. Năm 1973, huyện này được sáp nhập với phần lớn huyện láng giềng Horb, và một số khu vực nhỏ của các huyện Wolfach và Hechingen.

## Địa lý
Huyện này tọa lạc ở trung tâm của các núi Rừng Đen. Sông Neckar chảy qua hướng đông nam của huyện.

## Xã và đô thị
| Thị trấn                                                       | Xã |
| -------------------------------------------------------------- | --- |
| 1. Alpirsbach 2. Dornstetten 3. Freudenstadt 4. Horb am Neckar | 1. Bad Rippoldsau-Schapbach 2. Baiersbronn 3. Empfingen 4. Eutingen im Gäu 5. Glatten 6. Grömbach 7. Loßburg 8. Pfalzgrafenweiler 9. Schopfloch 10. Seewald 11. Waldachtal 12. Wörnersberg |